# Batalha de Quircuque (2016)
Batalha de Quircuque de 2016 foi um raide e um ataque suicida à cidade de Quircuque, no norte do Iraque, pelo Estado Islâmico. O ataque ocorreu menos de uma semana após o início da Batalha de Mossul, lançada pelas forças de segurança iraquianas e aliados.

## Batalha
Em 21 de outubro de 2016, dezenas de militantes e bombistas suicidas do Estado Islâmico, apoiados por células adormecidas locais, entraram em Quircuque e invadiram uma estação de energia e delegacias de polícia na cidade, matando dezoito membros das forças de segurança e trabalhadores da estação de energia, incluindo de dois a cinco trabalhadores iranianos. Os militantes do Estado Islâmico capturaram uma mesquita e um hotel abandonado e entrincheiraram-se em seu interior. Horas depois, os jiadistas capturaram mais dois hotéis e esconderam-se ali. Mais de vinte militantes do Estado Islâmico foram mortos, enquanto as forças de segurança recapturavam a maioria dos edifícios.
No dia seguinte, as forças do Estado Islâmico ainda mantinham partes do distrito de Aruba e um hotel, embora estes fossem retomados mais tarde. As forças governistas iniciaram então uma operação para repelir da cidade os militantes remanescentes, com alguns dos últimos se explodindo quando foram encurralados. Muitos civis locais também pegaram em armas, perseguiram, capturaram e mataram combatentes do Estado Islâmico.
Em 23 de outubro, vários atacantes restantes do Estado Islâmico tentaram fugir da cidade, resultando em cinco mortos e o líder de operações do grupo sendo capturado pelas forças de segurança. Em 24 de outubro, os últimos combatentes do Estado Islâmico em Quircuque foram mortos, incluindo o comandante da incursão, Abu Qudama - uma importante figura militar do Estado Islâmico de Hawija - o que levou o governador de Quircuque, Nadschmeddin Karim, a declarar a cidade completamente livre dos jiadistas. No dia seguinte, as forças de segurança prenderam Nizar Mahmud Abdul Ghani, primo do ex-presidente do Iraque Saddam Hussein, por ter participado da incursão a Quircuque.